# Aschach an der Steyr
Pour les articles homonymes, voir Aschach.
Aschach an der Steyr est une commune autrichienne du district de Steyr-Land en Haute-Autriche.